# Fred Karger
Fred S. Karger (sinh ngày 31 tháng 1 năm 1950) là một nhà tư vấn chính trị người Mỹ, giám sát và nhà hoạt động quyền của người đồng tính, và là cựu diễn viên. Ứng cử viên không thành công của ông cho đề cử của đảng Cộng hòa cho cuộc bầu cử tổng thống Mỹ năm 2012 đã khiến ông trở thành ứng cử viên tổng thống đồng tính công khai đầu tiên trong một đảng chính trị lớn trong lịch sử Hoa Kỳ. Ông đã không tổ chức bầu cử hoặc văn phòng công cộng.  Karger đã làm việc trong chín chiến dịch tranh cử tổng thống và từng là cố vấn cao cấp cho các chiến dịch của các Tổng thống Ronald Reagan, George H. W. Bush và Gerald Ford. Karger là một đối tác tại Tập đoàn Cá heo, một công ty tư vấn chiến dịch ở California. Ông đã nghỉ hưu sau 27 năm và từ đó làm việc như một nhà hoạt động vì các lý do quyền của người đồng tính, từ việc cố gắng không thành công để bảo vệ quán bar đồng tính The Boom cho đến việc sử dụng tổ chức của mình Californians Against Hate để điều tra Nhà thờ Jesus Christ of Latter-day Saints (LDS Church) và các chiến dịch của Tổ chức Hôn nhân Quốc gia nhằm bãi bỏ luật hôn nhân đồng giới của tiểu bang.

## Tuổi thơ và sự nghiệp diễn xuất
Karger sinh ra ở Glencoe, Illinois, con trai của Jean (nhũ danh Foreman), một tình nguyện viên cộng đồng tích cực và Robert S. Karger, người sở hữu một công ty môi giới. Karger tốt nghiệp trường trung học New Trier năm 1968 và lấy bằng B.A. trong thông tin liên lạc từ Đại học Denver năm 1972.
Karger chuyển đến Los Angeles từ Chicago và bắt đầu hành động. Ông xuất hiện trong một quảng cáo Edge Shave Cream do John Hughes làm đạo diễn, cũng như các vai diễn nổi bật trong Owen Marshall: Counselor at Law; Rich Man, Poor Man; Horshack! (một phi công cho một spinoff từ Welcome Back Kotter); và Airport 1975. Tuy nhiên, Karger tiếp tục theo đuổi đam mê chính trị của mình, và cuối cùng đã hạ cánh với Tập đoàn Cá heo vào năm 1977.